# رابرت رابینسون
سر رابرت رابینسون (به انگلیسی: Sir Robert Robinson) (زاده ۱۳ سپتامبر ۱۸۸۶ - درگذشته ۸ فوریه ۱۹۷۵) یک شیمیدان انگلیسی است که برای تحقیق در زمینه محصولات گیاهی با اهمیت زیست شناختی، به ویژه آلکالوییدها در ۱۹۴۷ موفق به دریافت جایزه نوبل شیمی شد.